# Birch Hills County
Das Birch Hills County ist einer der 63 „municipal districts“ in Alberta, Kanada. Der Verwaltungsbezirk liegt in der Region Nord-Alberta und gehört zur „Census Division 19“. Er wurde zum 18. Dezember 1913 eingerichtet (incorporated als „Large Local Improvement Districts 769, 797, 827, 828“) und sein Verwaltungssitz befindet sich in Wanham.
Der Verwaltungsbezirk ist für die kommunale Selbstverwaltung in den ländlichen Gebieten sowie den nicht rechtsfähigen Gemeinden, wie Dörfern und Weilern und ähnlichem, zuständig. Für die Verwaltung der Städte (City) und Kleinstädte (Town) in seinen Gebietsgrenzen ist er nicht zuständig.

## Lage
Der „Municipal District“ liegt im zentralen Westen, im Peace River Country in der kanadischen Provinz Alberta. Während der Bezirk nach Norden durch den Peace River begrenzt wird, bildet der Smoky River größtenteils seine südöstliche Grenze. Entlang dem Ufer dieser beiden Grenzflüsse liegt der Peace River Wildland Provincial Park, ein geschütztes Wildnisgebiet. Ungefähr einige Kilometer östlich des in Nord-Süd-Richtung verlaufendem Alberta Highway 2 liegt die westliche Bezirksgrenze.
| Municipal District of Fairview No. 136             | Municipal District of Peace No. 135         | Northern Sunrise County                   |
| Municipal District of Spirit River No. 133         | Kompassrose, die auf Nachbargemeinden zeigt | Municipal District of Smoky River No. 130 |
| Saddle Hills County County of Grande Prairie No. 1 | Municipal District of Greenview No. 16      |                                           |

## Bevölkerung
Der Schwerpunkt der Besiedlung folgt grob dem in Ost-West-Richtung verlaufenden Alberta Highway 49 sowie einer ebenso verlaufenden ehemaligen Eisenbahnstrecke der Canadian National Railway.
| Jahr | Erhebung          | Einwohner | Änderung | Fläche (km²) | Bev.-dichte (EW/km²) |
| ---- | ----------------- | --------- | -------- | ------------ | -------------------- |
| 2021 | Volkszählung 2021 | 1516      | - 2,4 %  | 2.848,75     | 0,6                  |
| 2016 | Volkszählung 2016 | 1553      | - 1,8 %  | 2.859,60     | 0,5                  |
| 2011 | Volkszählung 2011 | 1582      | + 7,6 %  | 2.859,69     | 0,6                  |

## Gemeinden und Ortschaften
Folgende Gemeinden liegen innerhalb der Grenzen des Verwaltungsbezirks:
- Stadt (City): keine
- Kleinstadt (Town): keine
- Dorf (Village): keine
- Weiler (Hamlet): Eaglesham, Peoria, Tangent, Wanham, Watino

Außerdem bestehen noch weitere, noch kleinere Ansiedlungen.